# Disco volante (aeronautica)

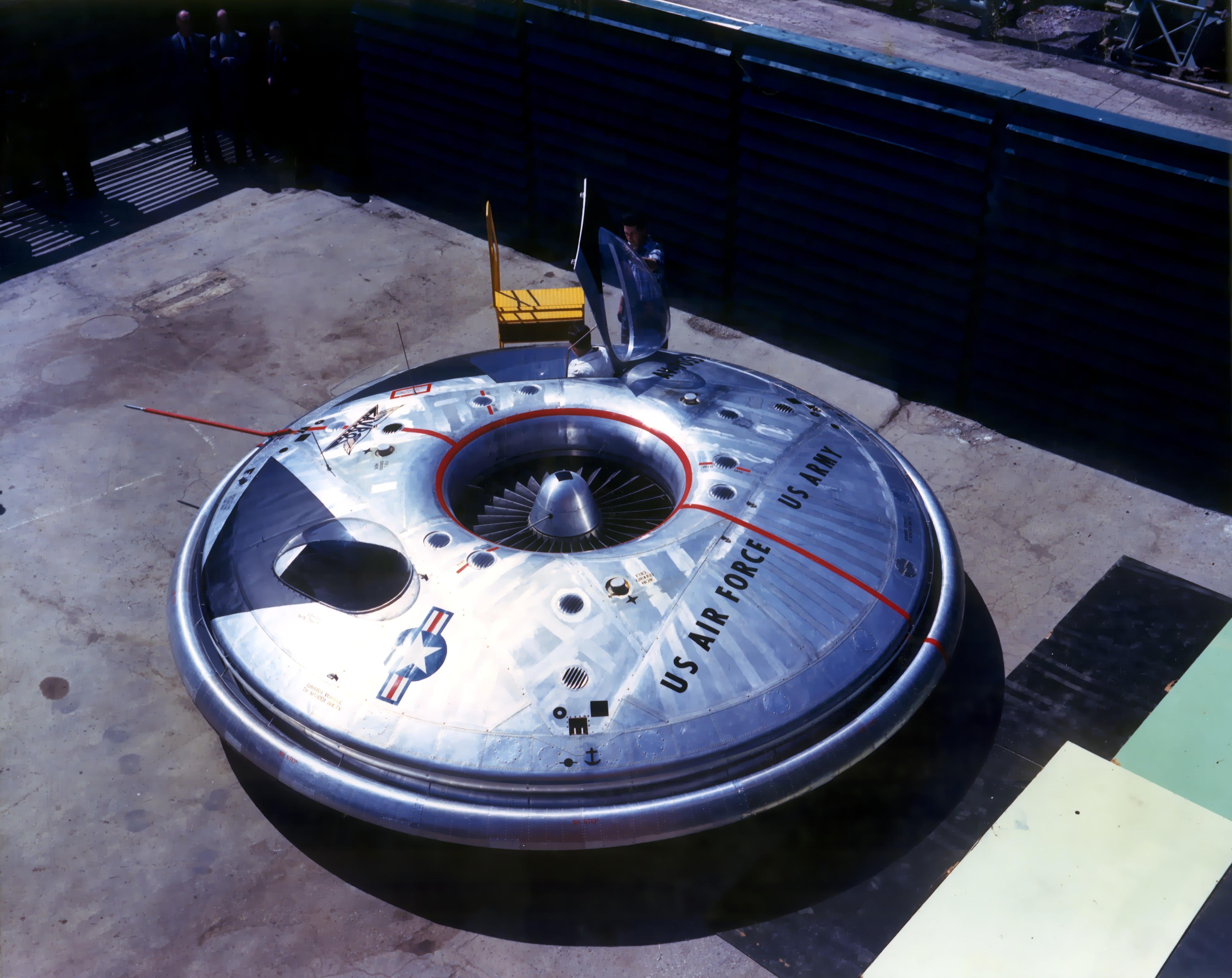
L'Avro Canada VZ-9-AV Avrocar sperimentato tra il 1959 e il 1961.

Il disco volante, o con un termine maggiormente tecnico velivolo a disco, è un tipo di velivolo tattico e da trasporto di forma circolare, a decollo e atterraggio verticale e traslazione del moto orizzontale, di cui sono stati sviluppati solo alcuni prototipi dall'industria aeronautica, senza che ne sia mai derivata una produzione di serie.
Il disco volante fonde in un'unica soluzione le caratteristiche operative dell'elicottero e dell'aereo. La sua conformazione lo rende teoricamente in grado di orientarsi in qualunque direzione senza modificare l'assetto. Può avere le caratteristiche di un veicolo a decollo verticale (VTOL, vertical take/off and landing) e anche orizzontale a decollo breve (STOL, short take/off and landing) o di ambedue (V/STOL).
Il termine disco volante (in inglese flying disc o flying saucer, in francese soucoupe volant) entrò nel linguaggio comune a partire dagli anni cinquanta come sinonimo di oggetto volante non identificato (UFO). Sulla scia di questo fenomeno popolare e del concetto di design futuristico dell'epoca, il nome "disco volante" è stato da allora abbinato a svariati mezzi di trasporto e oggetti di serie, come l'automobile sportiva Alfa Romeo del 1953, e la sua recente riedizione con la Disco Volante 2012, la motocicletta MV Agusta del 1956 ed un orologio del 1960 di Girard-Perregaux. Il termine "Flying disc" nel mondo anglosassone viene anche utilizzato per identificare il popolare disco da lancio in plastica che viene comunemente chiamato frisbee.
In ambito modellistico e ludico sono stati brevettati, realizzati e messi in commercio numerosi tipi di giocattoli e aeromodelli statici, semistatici e dinamici ispirati alla forma del disco volante. In ambito aeronautico sono stati depositati molti brevetti, di cui l'unico realmente sviluppato e realizzato con scarso successo è stato l'Avrocar; a seguito di tali insuccessi non ci sono stati sviluppi di decine di altri progetti di diverso tipo brevettati.

## Caratteristiche costruttive
La struttura principale di questo tipo di velivolo può essere concepita, con molteplici configurazioni, secondo una delle seguenti impostazioni principali:
1. La struttura centrale è costituita da una cabina di pilotaggio perfettamente circolare, che contiene gli strumenti e gli organi di controllo e governo, con libertà di movimento a 360° collocata all'interno di un altro disco di diametro maggiore, denominata ala circolare, che contiene gli impianti di propulsione collocati in asse variabile verticale/orizzontale e appendici di governo. Altra configurazione simile è quella con anello periferico rotante che contiene i sistemi di propulsione atti alla rotazione e sostentazione, e la cabina centrale stabilizzata dotata dei sistemi di controllo/pilotaggio e relative appendici di governo.
2. Tutto l'insieme del disco è costruito in un'unica struttura circolare con cabina di pilotaggio centrale ed impianti di propulsione distribuiti attorno ad un asse verticale, vedi Moller M200G, modello precursore e simile agli attuali droni multi-pala di moderna ed attuale concezione.
3. La struttura portante è un anello circolare, che ospita una o più cabine di pilotaggio, e zona centrale aperta con ventola di sostentamento. È quello pensato per il progetto dell'Avrocar.

## Storia

### Anni trenta-quaranta

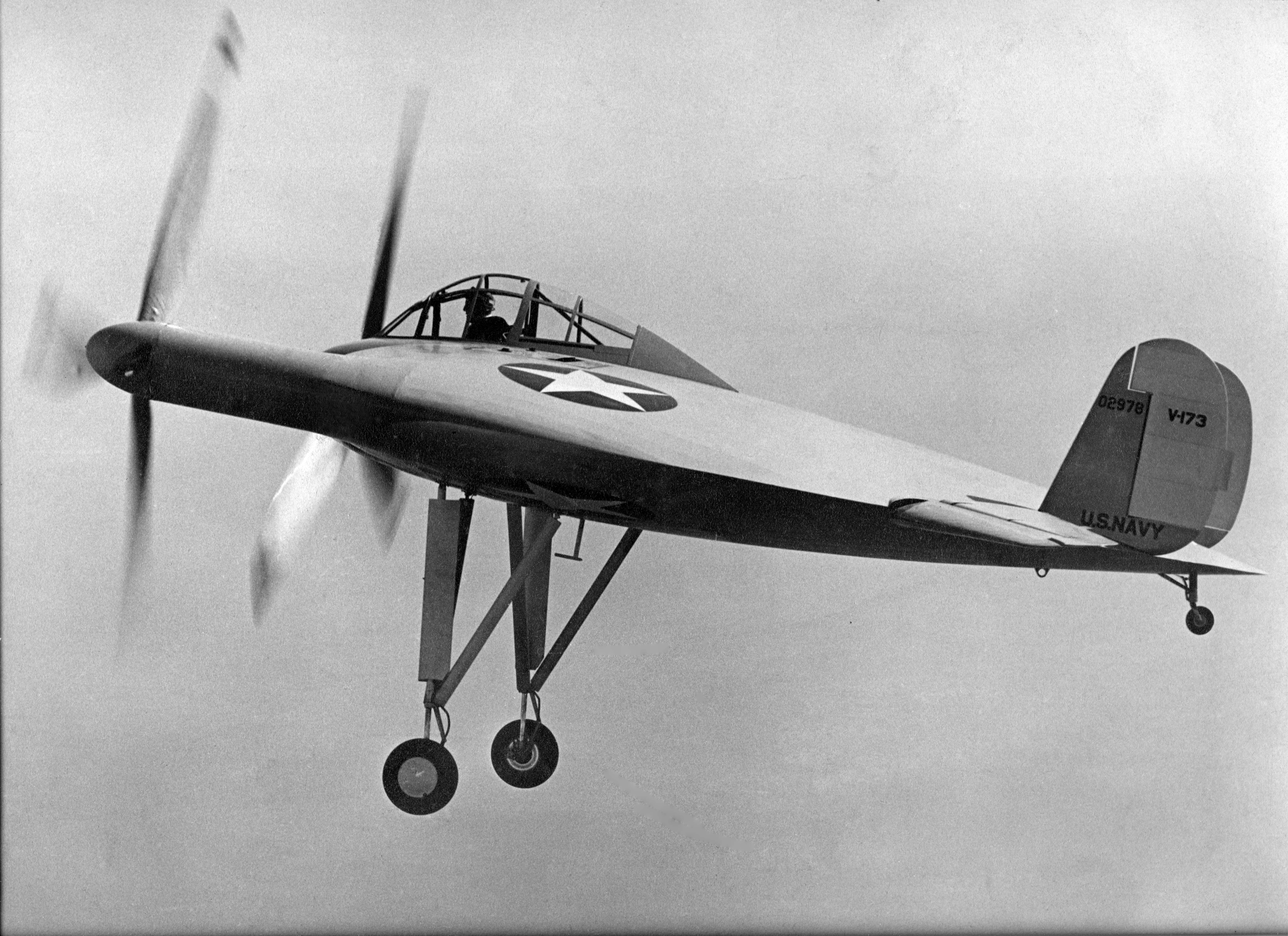
Vought V-173 Flying "Flapjack"

I primi progetti e realizzazioni di aeromobili a forma discoidale risalgono al periodo che precede la seconda guerra mondiale. Nella fantasia degli ingegneri aeronautici vi era l'idea di provare le tante possibili soluzioni con cui un aeromobile poteva conformarsi. Durante la seconda guerra mondiale l'ingegnere aeronautico statunitense Charles H. Zimmerman realizzò il Vought XF5U seguito poi dal Vought V-173, mentre in Germania Arthur Sack costruì alcuni prototipi di aereo con ala circolare, il Sack AS-5 e Sack AS-6 (1944), che per forma ricordano un disco volante, le cui ali erano costruite in legno.

### Leggende sugli UFO nazisti
Dopo la fine della seconda guerra mondiale nacquero voci, mai provate, su ipotetici progetti segreti di dischi volanti sviluppati dalla Germania nazista poco prima della sua sconfitta. Le prime affermazioni diverse dalla finzione letteraria su questo tema comparvero nel marzo 1950 in una serie di articoli a firma dell'esperto italiano di turbine Giuseppe Belluzzo (subito smentite dall'Aeronautica Militare), che parlò di velivoli sviluppati contemporaneamente da Italia e Germania a partire dal 1942. Una settimana dopo la pubblicazione degli articoli di Belluzzo, lo scienziato tedesco Rudolph Schriever sostenne di avere sviluppato dischi volanti durante il periodo nazista.

### Anni cinquanta
La Wright-Patterson Air Force Base sviluppò un progetto, declassificato nel 1997, per lo sviluppo di bombardiere di forma lenticolare identificato come Lenticular Reentry Vehicle (LRV), chiamato anche 40 Foot.
L'ingegnere aeronautico francese René Couzinet registrò 3 brevetti, progettò e costruì un modello di base di disco volante con anelli controrotanti, denominato aérodyne à ailes multiples o RC 360, che però non prese mai il volo poiché non trovò i finanziamenti necessari per sviluppare il progetto definitivo.

### Avrocar

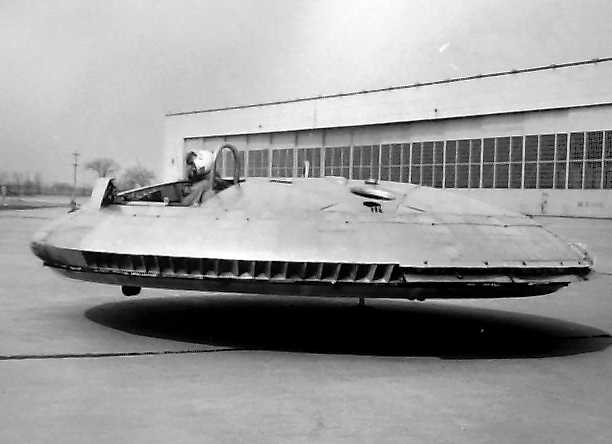
Test di volo dell'Avrocar

Gli Stati Uniti, dopo la seconda guerra mondiale, durante i primi anni della guerra fredda, tentarono di costruire segretamente un modello di velivolo a disco equipaggiato con una turbina centrale soprannominato Avrocar, non riuscendo ad ottenere però un veicolo dalle prestazioni convenienti.

### Moller M200G
Negli Stati Uniti la Moller International, che sviluppa dal 1988 un veicolo ibrido aereo-automobile chiamato Skycar, ma che l'ha sempre solo testato legato a una gru, senza averlo mai messo in commercio, ha annunciato nel 2007 di avere intenzione di commercializzare una specie di velivolo a disco simile all'Avrocar, dalle prestazioni comunque limitate. Questo prototipo, siglato M200G, che nel 2024 non è stato ancora commercializzato, può viaggiare a soli 80 km orari e deve mantenersi vicino al terreno.

### Brevetti internazionali rilasciati
- Titolo: SPACE VEHICLE GB Space vehicles BRITISH RAILWAYS BOARD N° 1310990 21 MARZO 1973.[8]
- Titolo: VAISSEAU SPATIAL EN FORME DE SOUCOUPE VOLANTE (SPACE VESSEL SHAPED LIKE A FLYING SAUCER) WO 1993014973A2 19930805 - 5 agosto 1993.[9]
- Titolo: Vertical takeoff and landing (VTOL) flying disc - US Patent 5351911 - 4 ottobre 1994.[10]
- Titolo: FLYING DISK SHAPED FLYING/SPACE VEHICLE WITH THE USE OF A NEW TECHNIC OF THRUST THROUGH THE ROLLING OF A WHEEL. Pub. No.: WO/2002/012722 International Application No.: PCT/GR2001/000032 Publication Date: 14.02.2002 International Filing Date: 07.08.2001
- Titolo: DISC FLYING OBJECT. Pub. No.: WO/2005/016746 International Application No.:PCT/YU2003/000025 Publication Date: 24.02.2005 International Filing Date: 19.08.2003[11]
- Titolo: METHOD FOR PRODUCING THE AIRCRAFT ASCENSIONAL POWER AND AN AIRCRAFT FOR CARRYING OUT SAID METHOD. Pub. No.: WO/2008/094075 International Application No.:PCT/RU2008/000032 Publication Date: 07.08.2008 International Filing Date: 24.01.2008.[12]

### Brevetti italiani rilasciati
- Titolo: disco volante con barra di comando. Brevetto n° 0001236413 rilasciato il 01/03/1993 domanda MO1989A040146 del 04/10/1989
- Titolo: disco volante nuova macchina aerea a sostentazione e traslazione per moto elicoidale ascensionale generato da una o più coppie di particolari propulsori a reazione a ciclo diesel due tempi e gestito giroscopicamente. Brevetto n° 0001297404 rilasciato il 04/09/1996 domanda MN1996A000027 del 17/12/1999
- Titolo: sistema di controllo dell'assetto orizzontale di un aeromobile discoidale. Brevetto n° 0001297404 rilasciato il 24 settembre 2012 domanda MO2011A000065 del 23 marzo 2011, inventori: ANZILOTTI STEFANO, DUMAS ANTONIO, GIULIANI ILARIA, MADONIA MAURO, TRANCOSSI MICHELE[13].